# جورج إم. بروكس
جورج إم. بروكس هو محامي وقاضي وسياسي أمريكي، ولد في 26 يوليو 1824 في كونكورد في الولايات المتحدة، وتوفي بنفس المكان في 22 سبتمبر 1893. نشط حزبياً في الحزب الجمهوري. وقد انتخب عضو مجلس النواب الأمريكي ‏.